# Neoplan N4021
Neoplan N4021, även kallad Neoplan N4021/3, samt N4021NF och N4021TD är en ledbuss med lågt golv, tillverkad av Neoplan mellan 1988 och 1999, inledningsvis i Tyskland och senare även i Polen.

## Teknik
Den är 18 meter lång och 2,5 meter bred.
De första varianterna tillverkade mellan 1988 och 1997 har i de allra flesta fall lågt golv endast i delen framför leden. Strax framför leden, ovanför mittaxeln, sluttar golvet i mittgången uppåt i dessa bussar och vid dörrarna bakom leden är det då ett trappsteg vilket kan göra det något svårare för rörelsehindrade att kliva på eller av vid de bakre delarna av bussarna. Det fanns dock specialbyggen med stående motorer och annan ledkonstruktion som möjliggjorde lågt golv hela vägen bak. De tidiga årgångarna känns igen utvändigt genom att fönsterlinjen är lägre fram och högre bak.
Den största modifieringen skedde 1997, då framförallt ledkonstruktionen gjordes om på samtliga bussar så att dessa fick lågt golv även i leden och i mittgången hela vägen bak till strax framför bakaxeln på varianterna med liggande motorer. I bussarna med liggande motorer sluttar då golvet istället uppåt strax framför bakersta bakaxeln. Bussar med stående motorer hade liksom de tidigare specialbyggena helt lågt golv i leden och hela vägen bak till det allra bakersta dörrparet om sådant fanns. 1998 modifierades chassit slutgiltigt till ha helt lågt golv oavsett motortyp. Under denna tid tillverkades Neoplan N4021 parallellt med Neoplan N4421 Centroliner som ett billigare alternativ. Neoplan N4021 av årsmodeller 1997–1999 känns igen då de utvändigt har en låg och rak fönsterlinje hela vägen bak.
Motorn är längsmonterad längst bak på vänster sida i färdriktningen samt diesel- eller gasdriven, och kan vara antingen liggande eller stående beroende på typ. Motorutbudet utgörs av olika typer av framförallt MAN-motorer men även Mercedes-, Cummins- och DAF-motorer förekommer liksom växellådor från Voith eller ZF.

## Svensk linjetrafik
I Sverige har bussar av denna typ funnits i Jönköping, Linköping, Stockholm (sistnämnda fick samtliga sina exemplar från Jönköping, Näckrosbuss-, sedermera Busslinkserien 7730–7750) och Uppsala (GUB-serierna 260–265 (1995-års modell) och 266–269 (1999-års modell) det fanns även ett fåtal exemplar av 1997-års modell i Swebus 4100-serien då de körde delar av stadstrafiken där, de sistnämnda exemplaren flyttades senare till Jönköping när Swebus helt tappade stadstrafiken i Uppsala till GUB 1999, varpå GUB köpte in nya ledvagnar av samma typ samma år). Exemplaren som flyttades från Uppsala till Jönköping blev kvar i Jönköping där de, liksom den första serien som senare flyttades till Stockholm, gick på olika stombusslinjer.
Bussarna i Näckrosbuss-, senare Busslinkserien 7730–7748, levererades sommaren 1996 och gick på de allra första stombusslinjerna i Jönköping. Dessa flyttades till Nybodadepån söder om Stockholm strax efter millennieskiftet tillsammans med den något nyare serien 7749–7750. Samtliga dessa bussar fasades ut från SL:s trafikområde 2007 i samband med nyleveransen av Volvo B9LA 7500 CNG i Busslinkserien 7010–7030 till Söderdepån som sattes i trafik på stomlinjerna i innerstaden, vilket frigjorde ett antal Scania OmniCity-blåbussar som kunde rödlackeras och omplaceras till Nyboda för att där ersätta Neoplan N4021-bussarna. De allra flesta bussar i serien 7730–7750 skrotades, men ett fåtal exporterades, bland annat till Ryssland.
I Linköping fanns totalt 28 gasbussar, dessa var av årsmodellerna 1997–1999 och fasades ut 2003–2007 för att därefter exporteras till Ungern där de fortsatte att gå i trafik ytterligare några år. De ersattes i Linköping till stor del av ledade gasbussar av typ Volvo B10LA.
Samtliga exemplar av Neoplan N4021 är sedan år 2012 helt utfasade från svensk linjetrafik, då de sista exemplaren i Gamla Uppsala Buss-serien 267–269 (266 skrotades 2011) togs ur trafik och såldes.

## Linjetrafik i övriga länder
Neoplan N4021 har förekommit och varit vanlig i Tyskland och i Östeuropa. Den tillverkades endast som vänsterstyrd och såldes aldrig utanför det geografiska Kontinentaleuropa.

## Galleri

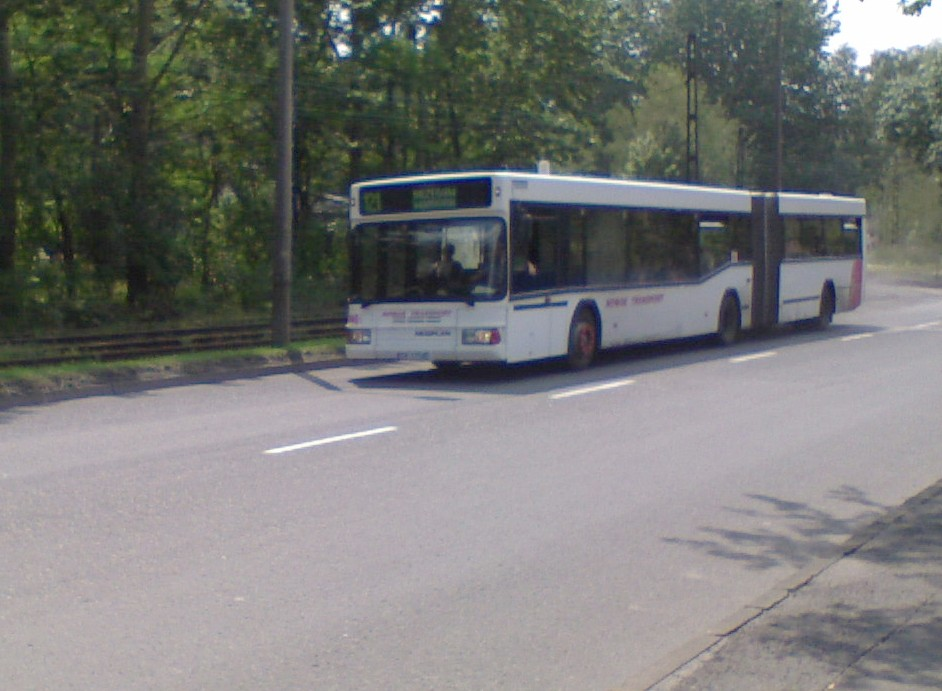
Neoplan N4021 av mycket tidig årsmodell.
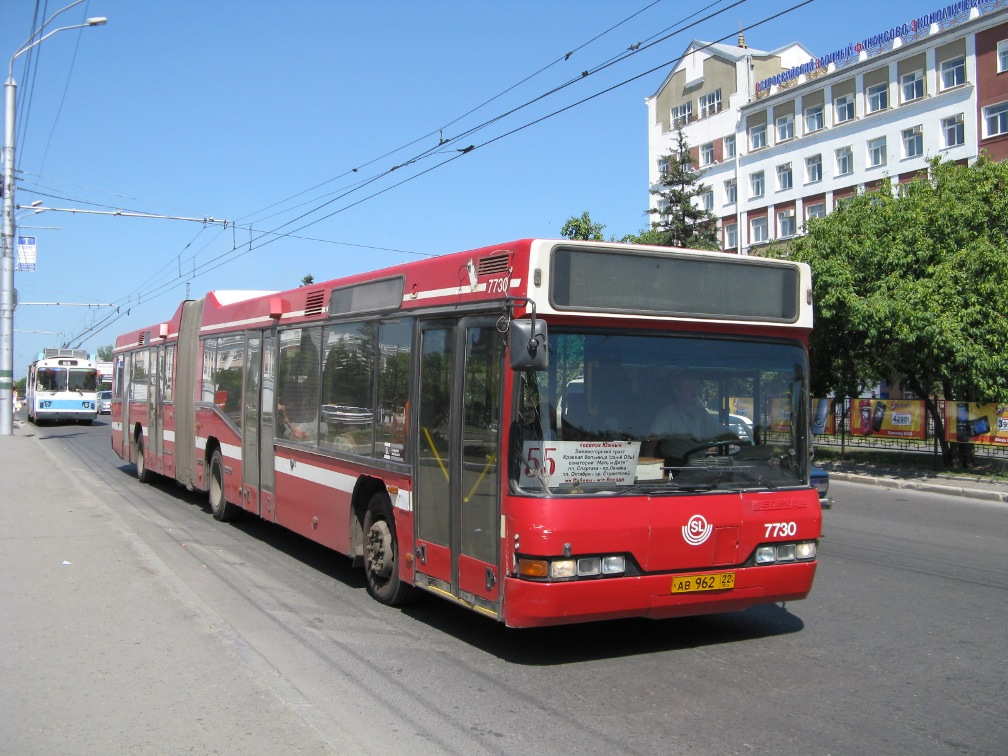
F.d. Busslink 7730, äldre Neoplan N4021 i trafik i Ryssland.
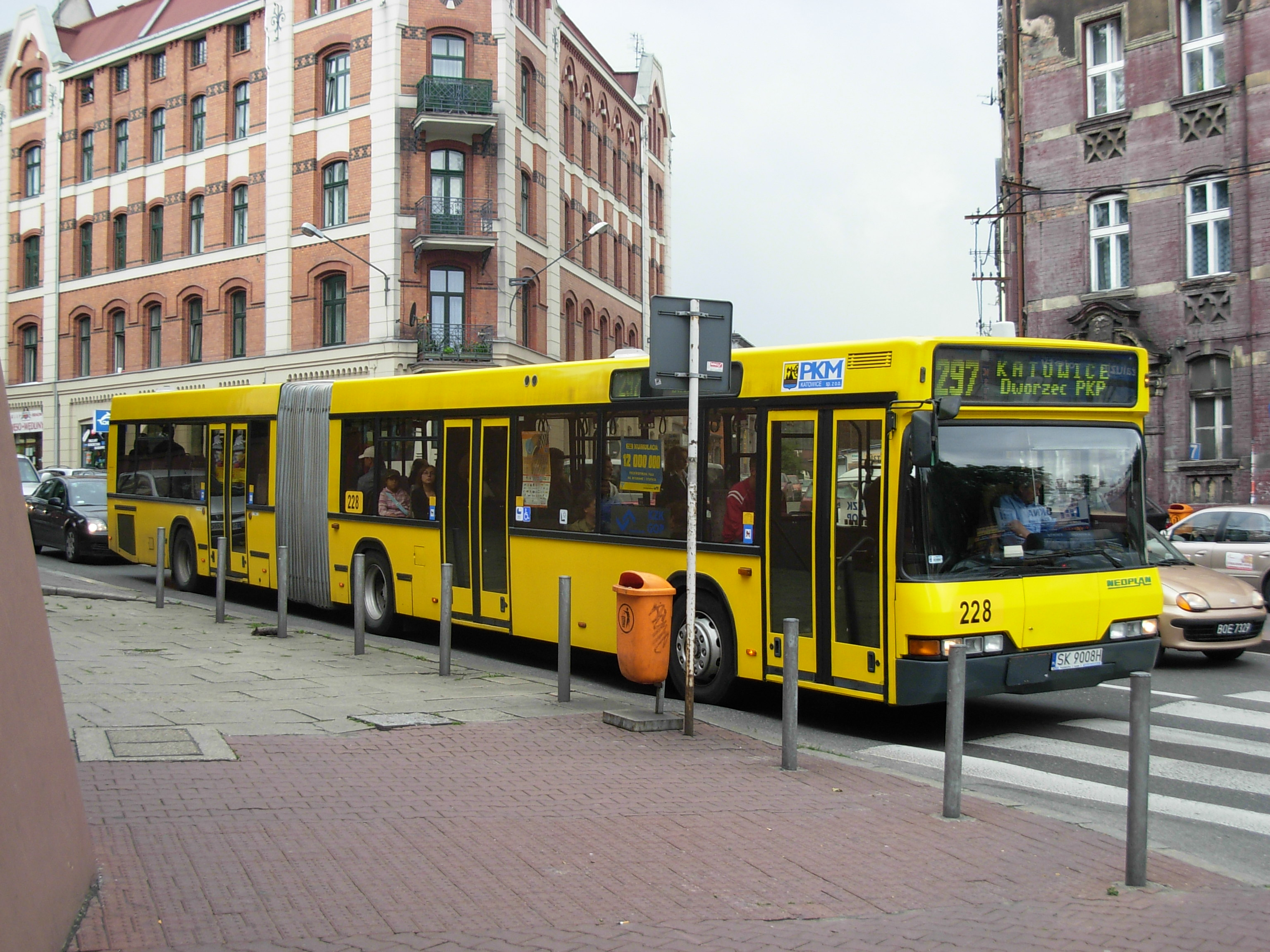
Nyare Neoplan N4021 i trafik i Katowice.

## Bussar iNeoplan N40-serien
- Neoplan N4007
- Neoplan N4009
- Neoplan N4010
- Neoplan N4011
- Neoplan N4013
- Neoplan N4014
- Neoplan N4015
- Neoplan N4016
- Neoplan N4018
- Neoplan N4020
- Neoplan N4021
- Neoplan N4026